# Throscinus punctatus
Throscinus punctatus är en skalbaggsart som beskrevs av Wooldridge 1981. Throscinus punctatus ingår i släktet Throscinus och familjen lerstrandbaggar. Inga underarter finns listade i Catalogue of Life.